# Brachychiton acerifolius
Brachychiton acerifolius A.Cunn. ex F.Muell. 1857, conhecida pelo nome comum de árvore-de-fogo-de-Illawarra (Illawarra Flame Tree),  é uma espécie botânica de grandes árvores com distribuição natural nas regiões subtropicais da costa leste da Austrália.